# Lukovo (gmina Boljevac)
Lukovo (cyr. Луково) – wieś w Serbii, w okręgu zajeczarskim, w gminie Boljevac. W 2011 roku liczyła 584 mieszkańców.